# Jilim Tantocoy Tres
Jilim Tantocoy Tres är en ort i Mexiko.   Den ligger i kommunen Huehuetlán och delstaten San Luis Potosí, i den centrala delen av landet, 230 km norr om huvudstaden Mexico City. Jilim Tantocoy Tres ligger 378 meter över havet och antalet invånare är 684.
Terrängen runt Jilim Tantocoy Tres är kuperad åt nordost, men åt sydväst är den bergig. Runt Jilim Tantocoy Tres är det ganska tätbefolkat, med 160 invånare per kvadratkilometer. Närmaste större samhälle är Tancanhuitz de Santos, 9,2 km norr om Jilim Tantocoy Tres. Omgivningarna runt Jilim Tantocoy Tres är en mosaik av jordbruksmark och naturlig växtlighet.